# Mother Juno
Mother Juno — четвёртый студийный альбом американской группы The Gun Club, изданный в 1987 году.

## Об альбоме
Mother Juno был записан после трёхлетнего перерыва в работе The Gun Club, вызванного ухудшившимся здоровьем Джеффри Ли Пирса. За это время басистку Партисию Моррисон заменила супруга Джеффри Ли — Роми Мори, а бессменного ударника Терри Грэхэма — английский музыкант Ник Сандерсон. Также в записи альбома принял участие гитарист Nick Cave and the Bad Seeds и лидер Einstürzende Neubauten Бликса Баргельд, исполнивший гитарные партии в песне «Yellow Eyes».

## Список композиций
| №  | Название             | Длительность |
| -- | -------------------- | ------------ |
| 1. | «Bill Bailey»        | 3:43         |
| 2. | «Thunderhead»        | 3:31         |
| 3. | «Lupita Screams»     | 3:16         |
| 4. | «Yellow Eyes»        | 6:31         |
| 5. | «The Breaking Hands» | 4:12         |
| 6. | «Araby»              | 3:04         |
| 7. | «Hearts»             | 4:02         |
| 8. | «My Cousin Kim»      | 2:47         |
| 9. | «Port of Souls»      | 4:58         |

Переиздание
| №   | Название        | Длительность |
| --- | --------------- | ------------ |
| 10. | «Crabdance»     | 2:57         |
| 11. | «Nobody's City» | 4:06         |

## Участники записи
- Джеффри Ли Пирс — вокал, гитара, свист
- Кид Конго Пауэрс — гитара
- Роми Мори — бас-гитара
- Ник Сандерсон — ударные
- Бликса Баргельд — гитара